# Robert Dermot O’Flanagan
Robert Dermot O’Flanagan (* 9. März 1901 in Lahinch, County Clare, Irland; † 31. Dezember 1972) war Bischof von Juneau.

## Leben
Robert Dermot O’Flanagan besuchte die von Dominikanern geleitete Schule in Dún Laoghaire und das Belvedere College in Dublin. O’Flanagan studierte Katholische Theologie und Philosophie am Ignatius College in Valkenburg aan de Geul in den Niederlanden. Er empfing am 27. August 1929 das Sakrament der Priesterweihe für Apostolische Vikariat Alaska.
Robert Dermot O’Flanagan kehrte anschließend nach Irland zurück und unterrichtete von 1930 bis 1932 am Clongowes Wood College in Clane, County Kildare. Er meldete sich freiwillig für die Mission in Alaska. 1933 kam O’Flanagan in Juneau an. Zunächst war er in Seward tätig. Von 1933 bis 1951 war Robert Dermot O’Flanagan Pfarrer der Pfarrei Holy Family in Anchorage.
Am 9. Juli 1951 ernannte ihn Papst Pius XII. zum Bischof von Juneau. Der Apostolische Vikar von Alaska, Francis Doyle Gleeson SJ, spendete ihm am 3. Oktober desselben Jahres die Bischofsweihe; Mitkonsekratoren waren der Bischof von Spokane, Charles Daniel White, und der Bischof von Yakima, Joseph Patrick Dougherty.
O’Flanagan nahm an allen vier Sitzungsperioden des Zweiten Vatikanischen Konzils teil.
Robert Dermot O’Flanagan trat am 19. Juni 1968 als Bischof von Juneau zurück und wurde zum Titularbischof von Trecalae ernannt. Am 13. Januar 1971 verzichtete er auf das Titularbistum Trecalae.